# 埴輪 挂甲武人
埴輪 挂甲武人（はにわ けいこうぶじん）は、東京国立博物館が所蔵する、衝角付冑と小札甲（こざねよろい）と呼ばれる甲冑をまとい武装した6世紀代の人物形象埴輪である。
古墳時代の埴輪として初めて国宝に指定されたものであり、2020年（令和2年）9月30日に綿貫観音山古墳出土埴輪群が国宝となるまでは、唯一の国宝埴輪であった。

## 概要
『埴輪 挂甲武人』は東京国立博物館での展示資料名であり、国宝指定名称は『埴輪武装男子立像』である。『挂甲の武人』となる場合もあり、「武装人物埴輪」または「武人埴輪」とも呼ばれる。
1958年（昭和33年）2月8日付で重要文化財に指定、1974年（昭和49年）6月8日付で国宝に指定された。その後、修理箇所が経年劣化してきたことから、2017年（平成29年）から2019年（令和元年）までの2年間、バンク・オブ・アメリカ・メリルリンチの文化財保護プロジェクトから助成金を受けて解体修理が行われた。古墳時代後期の武器・武具が巧みに表現されており、当時の東国武人の武装のようすを知ることができる貴重な考古資料である。

### 出土の経緯
群馬県太田市飯塚町（旧新田郡九合村）の長良神社境内で出土した。
飯塚町ではかつてカミ、ナカ、シモ、マツバラの4つの「クルワ（廓）」と呼ばれる地域区分がされており、その「ナカ」の太田市立九合小学校の南にあるのが現存する長良神社である。「マツバラ」にも長良神社が存在していたが、明治末期の神社合祀に伴い小舞木町にあった賀茂神社とともに「ナカ」の長良神社に合併した。挂甲武人が出土したのは「マツバラ」の長良神社にあった古墳である。
「マツバラ」の長良神社は合祀後も古墳は残されていたが、道路整備のために古墳を壊して土を利用した。その際に挂甲武人以外にも多数の出土品があったという。しかし、価値が不明であり野外の屋根下に並べていたため、人に壊されるようなこともあり、散逸してしまったという。その後1952年（昭和27年）5月29日付で東京国立博物館が個人所有者から購入したという
破片の接合や欠損部への石膏の補填は博物館が購入する前に行われていたようで、同年以後の修理記録は存在しなかった

### 特徴

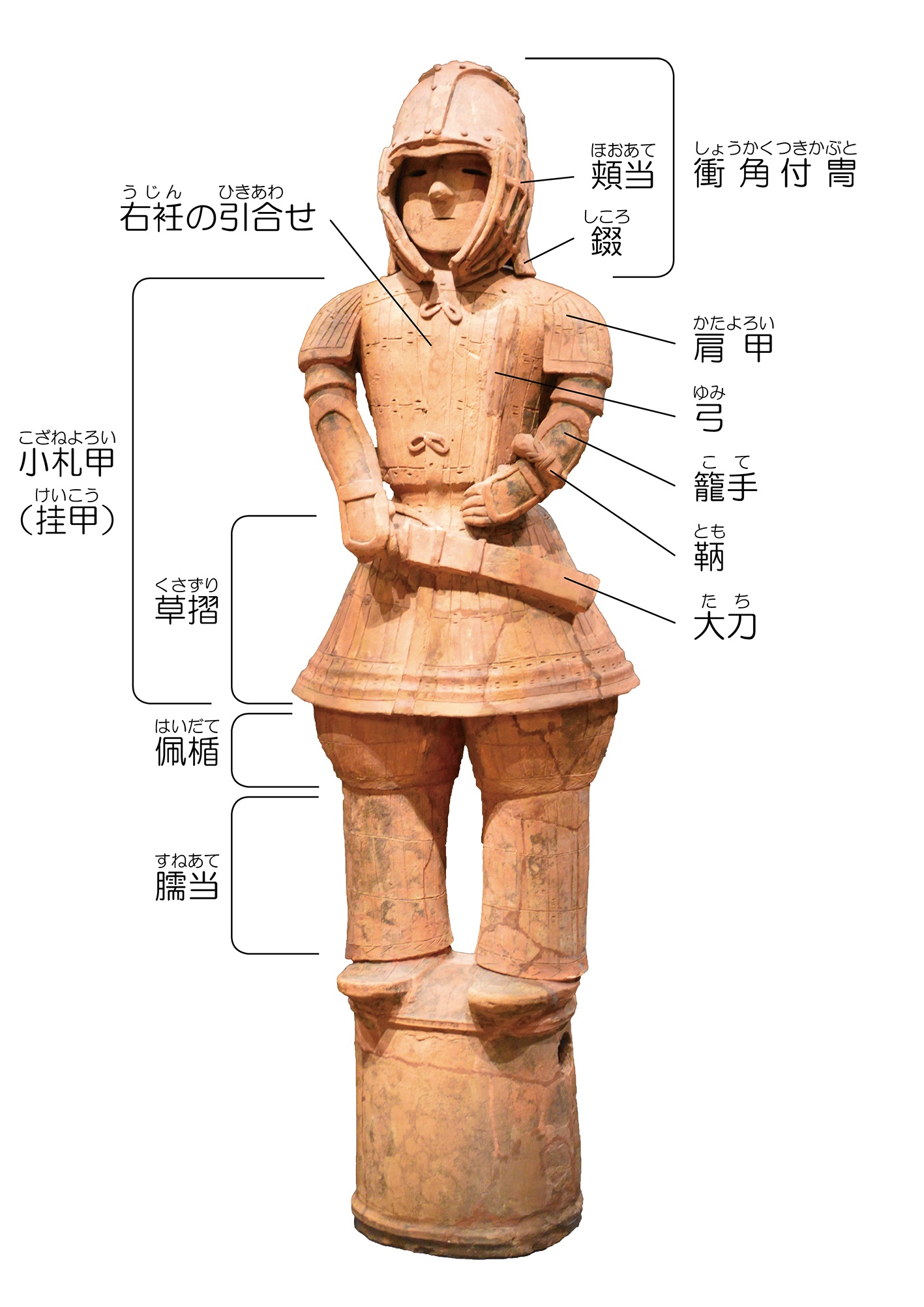
「埴輪 挂甲武人」の装備

この埴輪は甲冑に身を固め、大刀と弓矢をもち、完全武装した人物を表した全身立像である。像高は130.5センチメートル、最大幅39.5センチメートルで、脚部に白色・赤色の顔料がみられ、彩色されていたとみられる。
頭部に頬当（ほおあて）・錣（しころ）の付いた衝角付冑（しょうかくつきかぶと）をかぶり、胴には小札（こざね）を縅（おど）し、身体の前面で引き合わせ、草摺（くさずり）が一体となった小札甲（こざねよろい）をまとっている。膝にも佩楯（はいだて）とみられる小札製防具を巻き、脛にも小札製の臑当（すねあて）をつける。肩甲（かたよろい）をかけた両腕には籠手（こて）をつける。左腕には籠手の上から鞆（とも）を巻き、左手には縦向きに長弓と見られる弓を持っている（甲の胴部に密着している）。右手は大刀（たち）の柄にかけられ、抜刀するような姿勢である。背中には小さめに表現されているが、鏃（やじり）を上にして矢を収めた靫（ゆき）を背負っている。
正面および背面には蝶結びのなされている箇所が10か所におよんでおり、甲の着装は紐を結んでなされていたことがわかる。小札甲は右衽（うじん、みぎまえ）となるよう引き合わせて結んでおり、膝甲と臑当は後方で紐を結んでいる。肩甲の下には短い袖が表現され、素肌に籠手をはめている。

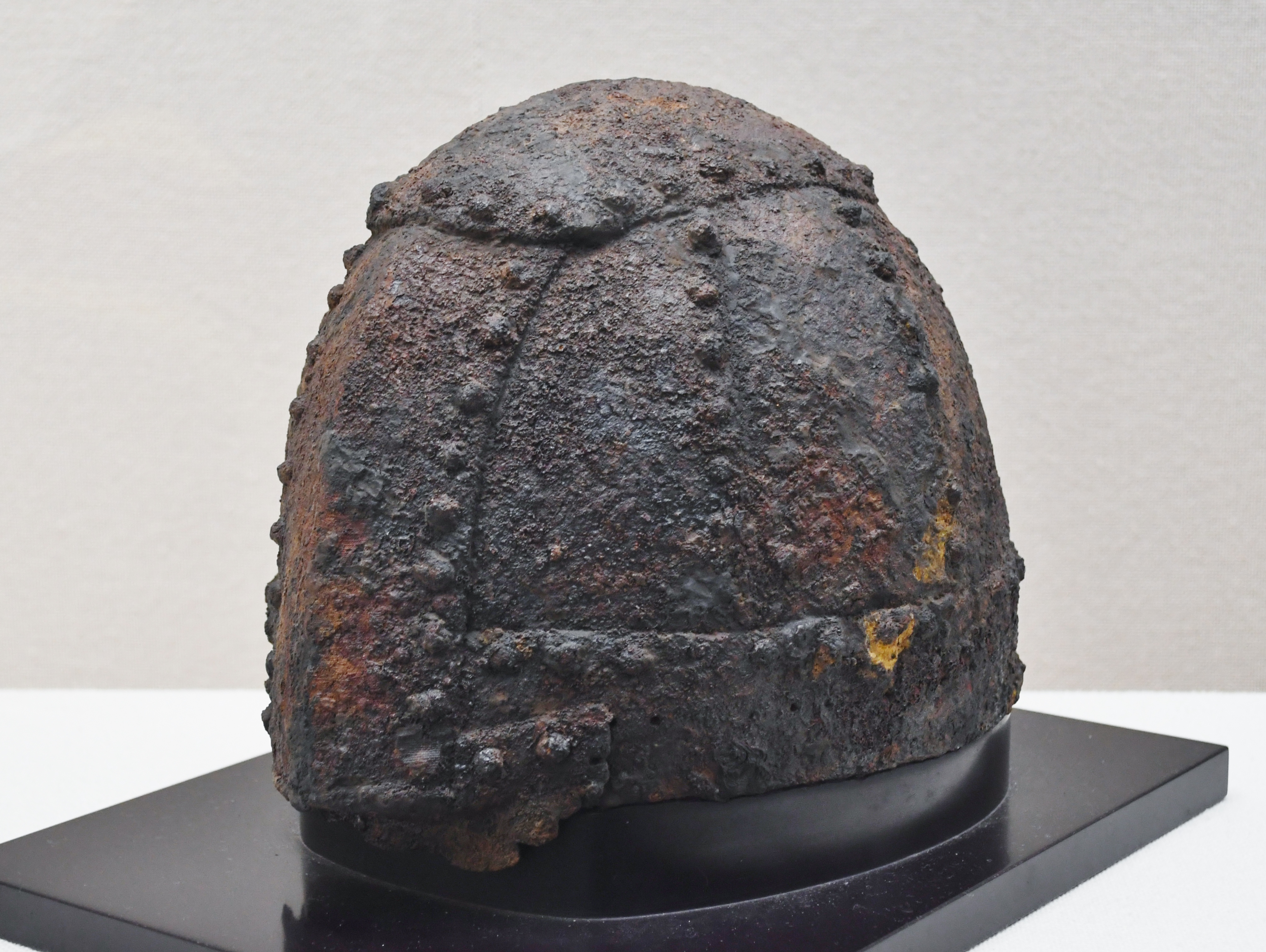
金鈴塚古墳出土 衝角付冑

装着している冑は、船の舳先の衝角のごとく前方部が突出する衝角付冑で、縦長の鉄板を並べて鋲留めとした「竪矧広板鋲留衝角付冑（たてはぎひろいたびょうどめしょうかくつきかぶと）」に類似しており、これは5世紀以降隆盛する衝角付冑の中でも、大陸系甲冑の技術と意匠を採り入れて6世紀代に出現したものである。千葉県木更津市金鈴塚古墳や、群馬県前橋市山王金冠塚古墳、同県藤岡市諏訪神社古墳などで実物の出土が知られる。顔面を覆う頬当は、鳥取県鳥取市の倭文6号墳出土例や、2012年（平成24年）に群馬県渋川市の金井東裏遺跡で発見された火砕流に巻き込まれた「甲を着た古墳人」が所持していた衝角付冑の頬当などに類例がある。
身に纏う甲冑は、東アジア地域で普及した大陸伝来の小札甲からなるものであり、騎乗にも向き、日本としては最新である。また長弓を執って大刀を佩き、伝統的な弓具である靫を背負う出で立ちは、弥生時代以来の伝統的な日本列島の武人の武装である。
他の武人埴輪と比較しても大ぶりで、きわめて精巧なつくりであり、人物埴輪の中でも熟練の工人の手による優れた作品とされる。本埴輪が出土した太田市周辺では、同様の特色をもつ優れた武人埴輪が数体出土しており、この地を拠点とした埴輪製作集団の存在が想定される。
人物埴輪群像について形式（型式）学的研究を行った塚田良道の分析によれば、これらの武装して「腰に佩用した大刀の鞘を左手で押さえ、柄に右手をかける」「腰に佩用した大刀に右手をかけ左手に弓を持つ」「左手に弓を持ち、右肩に胡簶（ころく/やなぐい）を下げる」という一連の所作を示した全身・半身立像の一群は、埴輪群像内の中心をなす人物埴輪（首長層）を守る近習・警護といった職掌の人物を表したものと結論づけている。

### 文化財指定
本埴輪が重要文化財に指定されたのは1958年（昭和33年）2月8日、国宝指定は1974年（昭和49年）6月8日である（指定番号:00035、種別:考古資料）。
所有者は独立行政法人国立文化財機構、保管施設は東京国立博物館である。

## 用語の問題

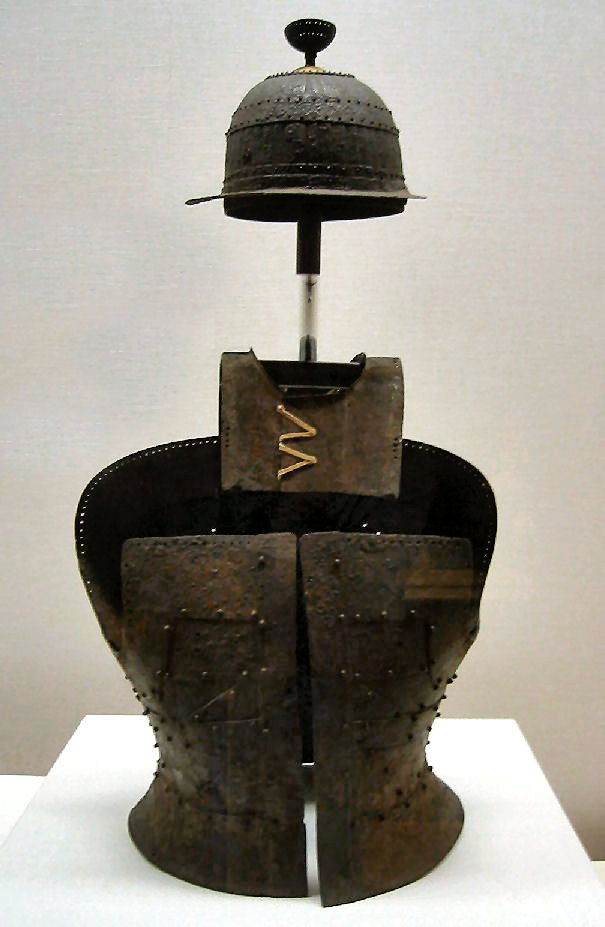
【参考】東京国立博物館所蔵の古墳時代の鉄製鋲留板甲（帯金式甲冑）と小札鋲留眉庇付冑。現在、当画像のような甲冑を「短甲」と呼ぶことが一般化しているが、「短甲」とは本来奈良・平安時代における胴丸式小札甲に対する呼称であり、形態・構造的には「埴輪 挂甲武人」が装着している小札甲に該当すると考えられている。

現在の日本の考古学界では、小札を多量に縅して連接した古墳時代の甲（小札甲）を「挂甲」と呼ぶことが一般化しており、末永雅雄の研究以来、当該埴輪が装着しているような、小札製の装甲板を胴体の周囲に一周させて1箇所で引き合せる「胴丸式」形態のものについては「胴丸式挂甲（どうまるしきけいこう）」などと呼称されてきた。
しかし「挂甲」とは本来、奈良・平安時代の甲冑名称（短甲・挂甲）の一つであり、日本工芸史研究者の宮崎隆旨（元奈良県立美術館館長）らによる研究で、「挂甲」は当時代の小札甲のうち、「裲襠式 （りょうとうしき/うちかけしき）」と呼ばれる形態（2枚の小札製装甲板を肩から吊るし、胴体の前後で挟み込むように装着するもの）を指している可能性が高いことが有力化してきた。また当該埴輪のような「胴丸式」のものは、奈良・平安時代には「短甲」と呼ばれていた可能性が高いことも有力化してきており、宮崎隆旨や、古墳時代甲冑研究者の橋本達也（鹿児島大学総合研究博物館）らは、名称に明らかな誤用があるとして当該埴輪の甲を「挂甲」と呼ぶことに批判的である。

## 武人埴輪の類例

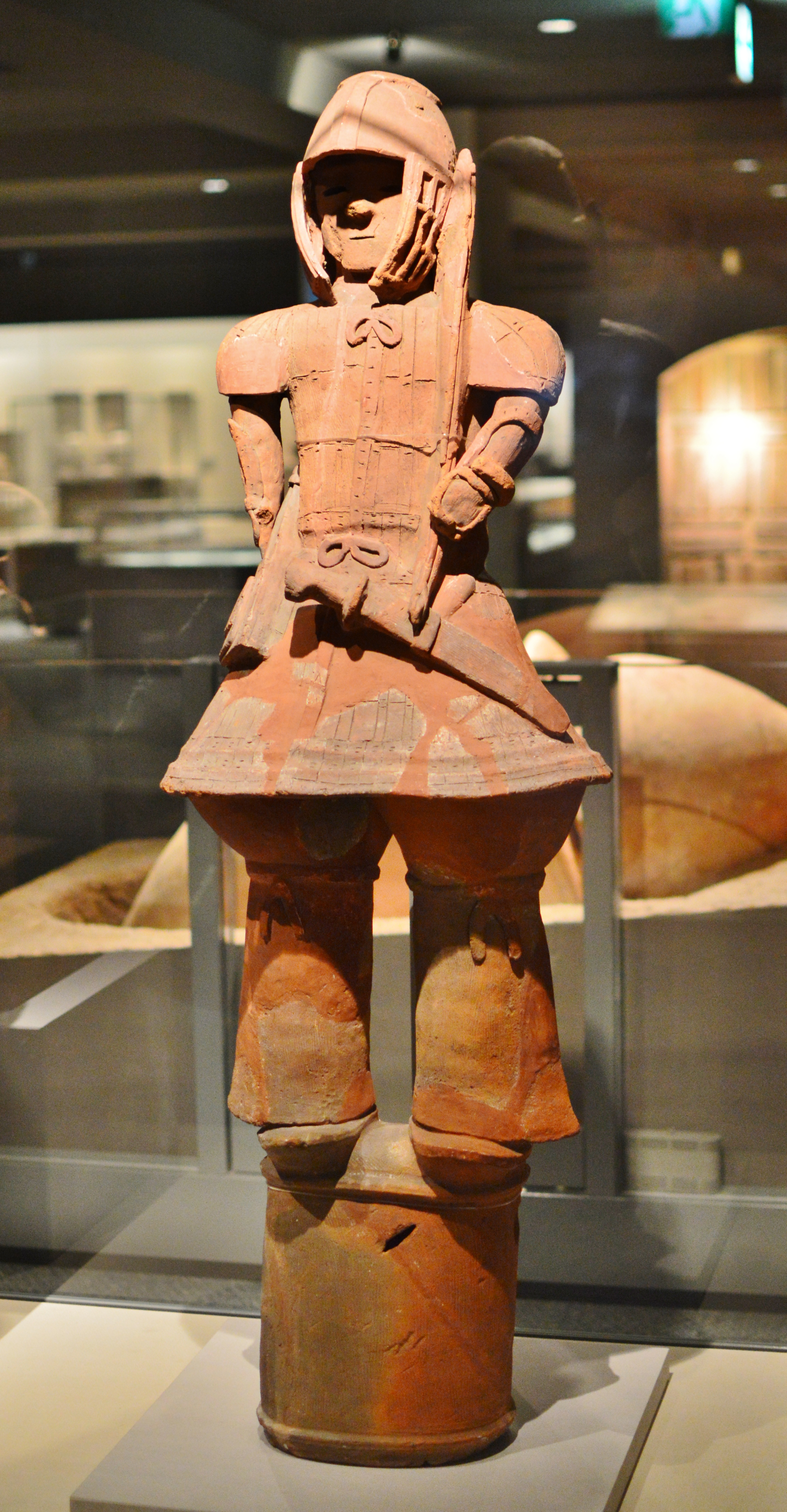
武装男子立像（群馬県太田市世良田町・世良田37号墳出土）天理大学附属天理参考館蔵

### 『埴輪 挂甲武人』酷似の武人埴輪
東京国立博物館蔵『埴輪 挂甲武人』に非常によく似た武人埴輪は完形に復元されたもので4例、破砕資料で1例が知られ、そのいずれもが群馬県の出土である。
1. 群馬県太田市世良田町・世良田37号墳出土（天理大学附属天理参考館蔵・重要文化財）[32][30]
2. 群馬県太田市（旧新田郡強戸村成塚）出土（伊勢崎市相川考古館蔵・重要文化財）[33][34]
3. 伝・群馬県伊勢崎市安堀町出土（国立歴史民俗博物館蔵）[31]
4. 群馬県太田市内出土（アメリカ合衆国シアトル美術館蔵）[35]
5. 群馬県伊勢崎市豊城町横塚出土（破砕資料）[31]

ただし、完形復元されたもののうち、アメリカ合衆国内の博物館が所蔵している資料（4?）は、伊勢崎市安堀町出土と伝わる国立歴史民俗博物館所蔵品（3）の破片の一部から復元された同一の個体（いわば「分身」のような存在）である可能性が考古学者の杉山晋作から指摘されている。

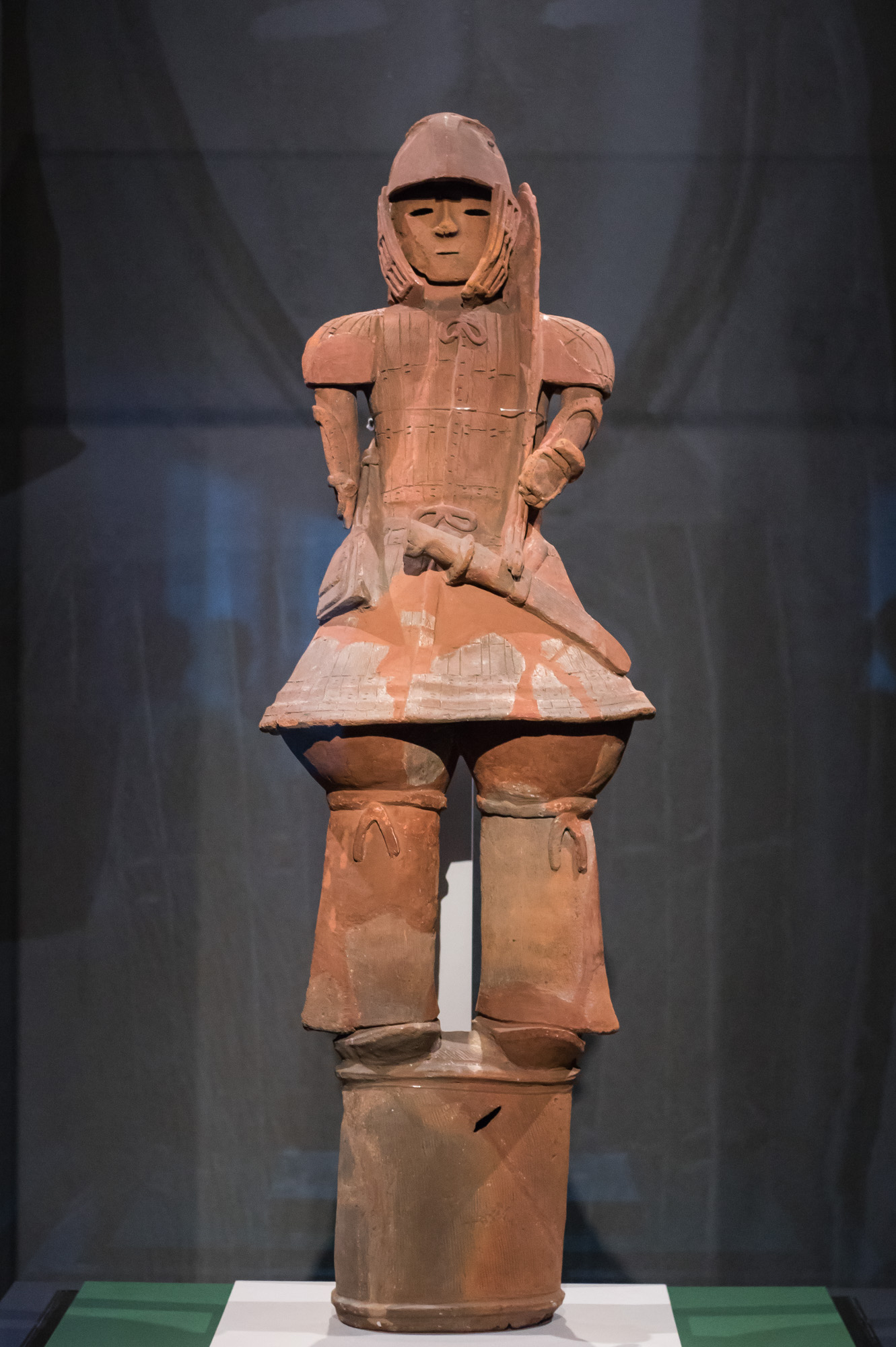
群馬県太田市世良田町・世良田37号墳出土（天理大学附属天理参考館蔵）・重要文化財
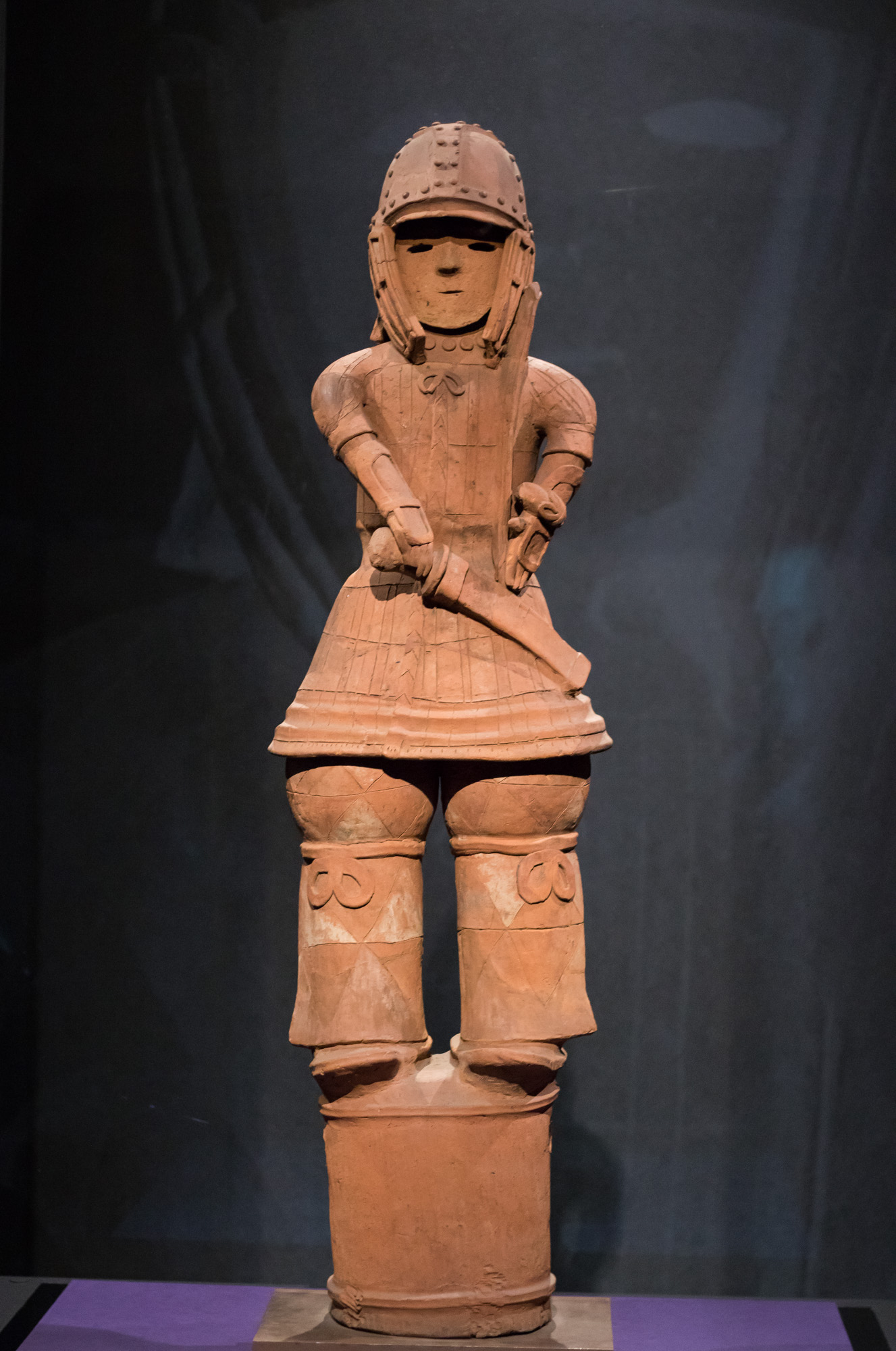
群馬県太田市出土（相川考古館蔵）・重要文化財
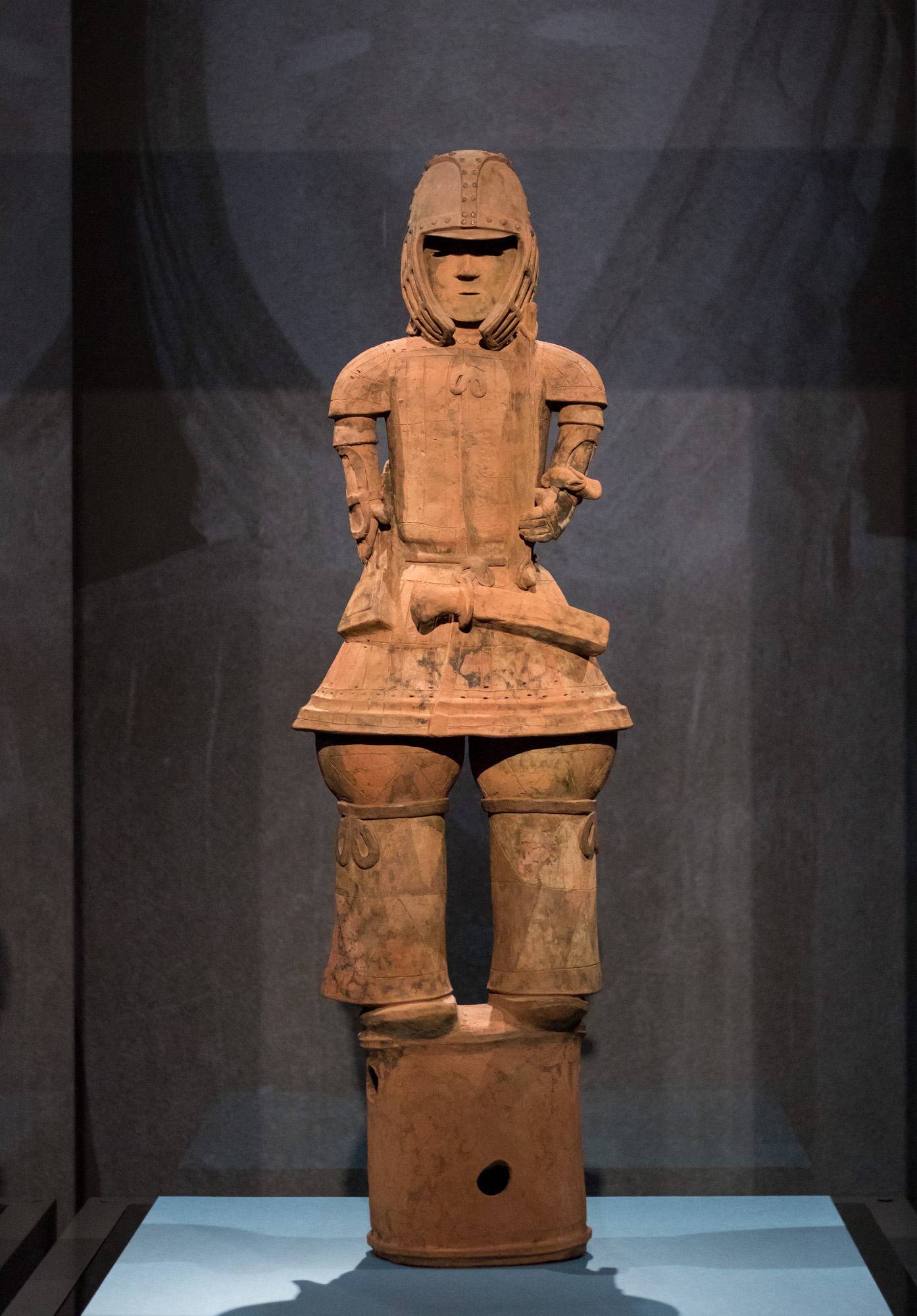
群馬県太田市出土（シアトル美術館蔵）

### その他の武人埴輪例

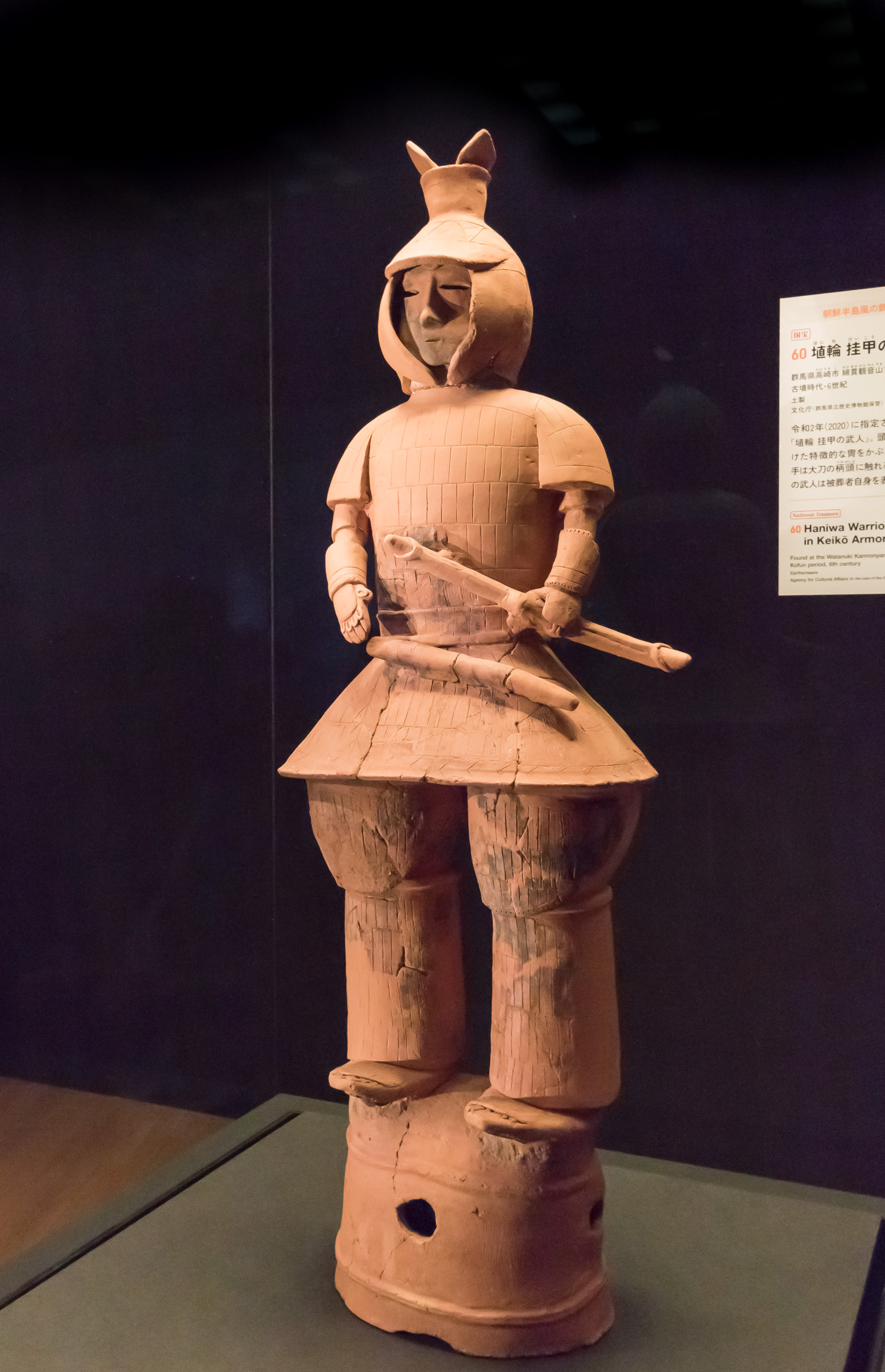
群馬県高崎市綿貫観音山古墳出土（文化庁蔵）・国宝

『埴輪 挂甲武人』と同類型の武装人物埴輪は全国的に見られるが、「頬当がない衝角付冑を被る」「衝角付冑ではなく眉庇付冑を被る」「半身立像である」「冑の頬当上部に脇立（わきだて）状の装備がつく」など、若干の相違があるものもある。
- 群馬県伊勢崎市（旧佐波郡赤堀村下触）出土（東北歴史博物館蔵）[37]
- 群馬県高崎市箕郷町上芝古墳出土（東京国立博物館蔵）[38]
- 群馬県高崎市綿貫観音山古墳出土（文化庁蔵）[39]、国内2体目の国宝武人埴輪[5][7]。
- 群馬県藤岡市内出土（アメリカ合衆国サンフランシスコアジア美術館）[40]
- 群馬県北群馬郡榛東村高塚古墳出土（群馬県立歴史博物館蔵）：靫を背負っていない点、下半身は甲ではなく、袴を履いている点が異なる[41][42]。
- 栃木県真岡市鶏塚古墳出土（東京国立博物館蔵）[43]
- 埼玉県鴻巣市生出塚埴輪窯跡（鴻巣市教育委員会蔵）出土[44]
- 大阪府高槻市今城塚古墳出土（今城塚古代歴史館蔵）[45]

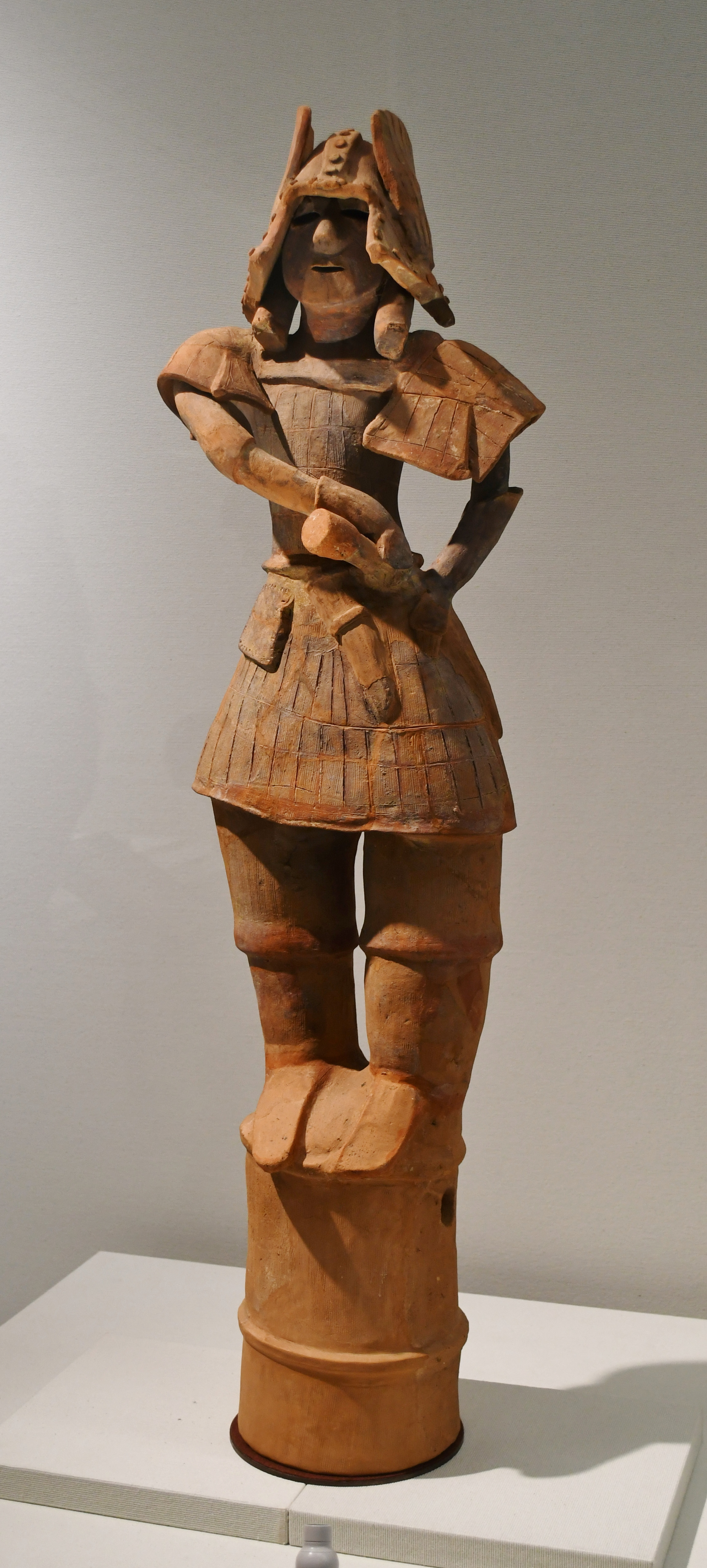
群馬県高崎市箕郷町上芝古墳出土（東京国立博物館蔵）
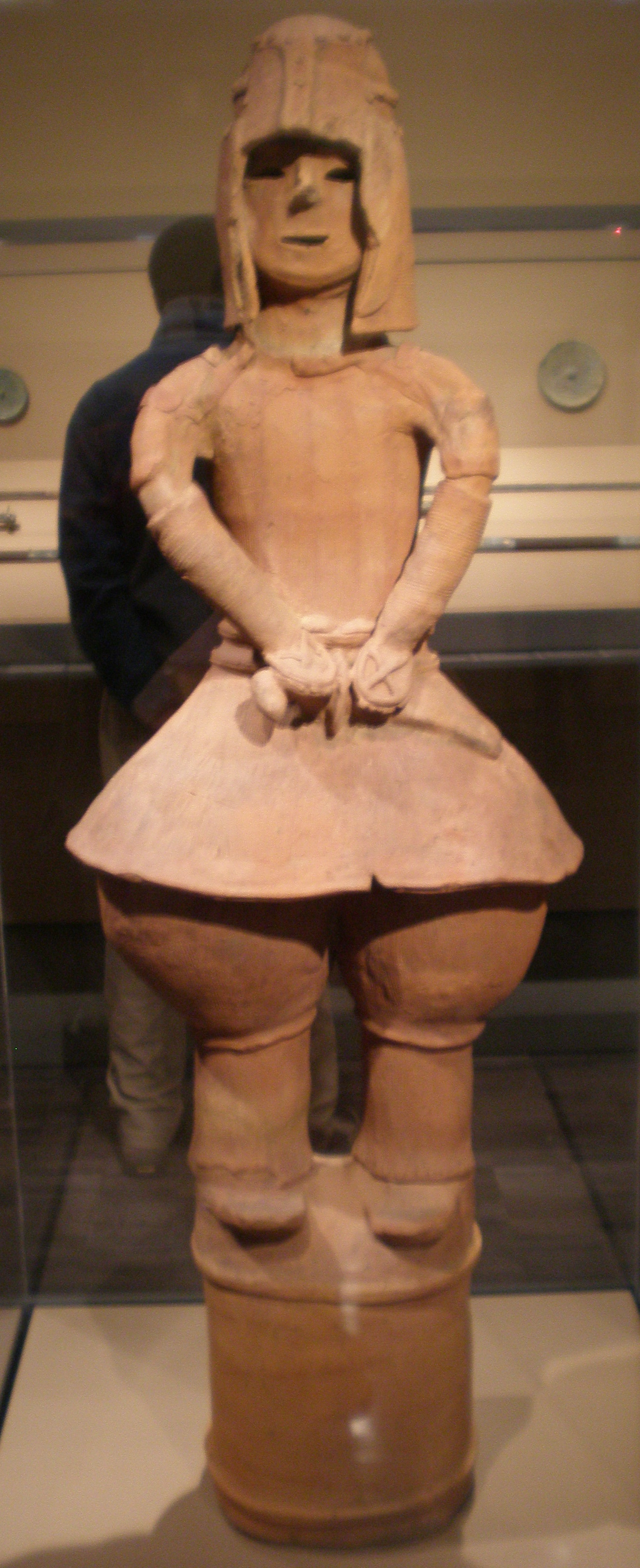
群馬県藤岡市内出土（サンフランシスコアジア美術館蔵）
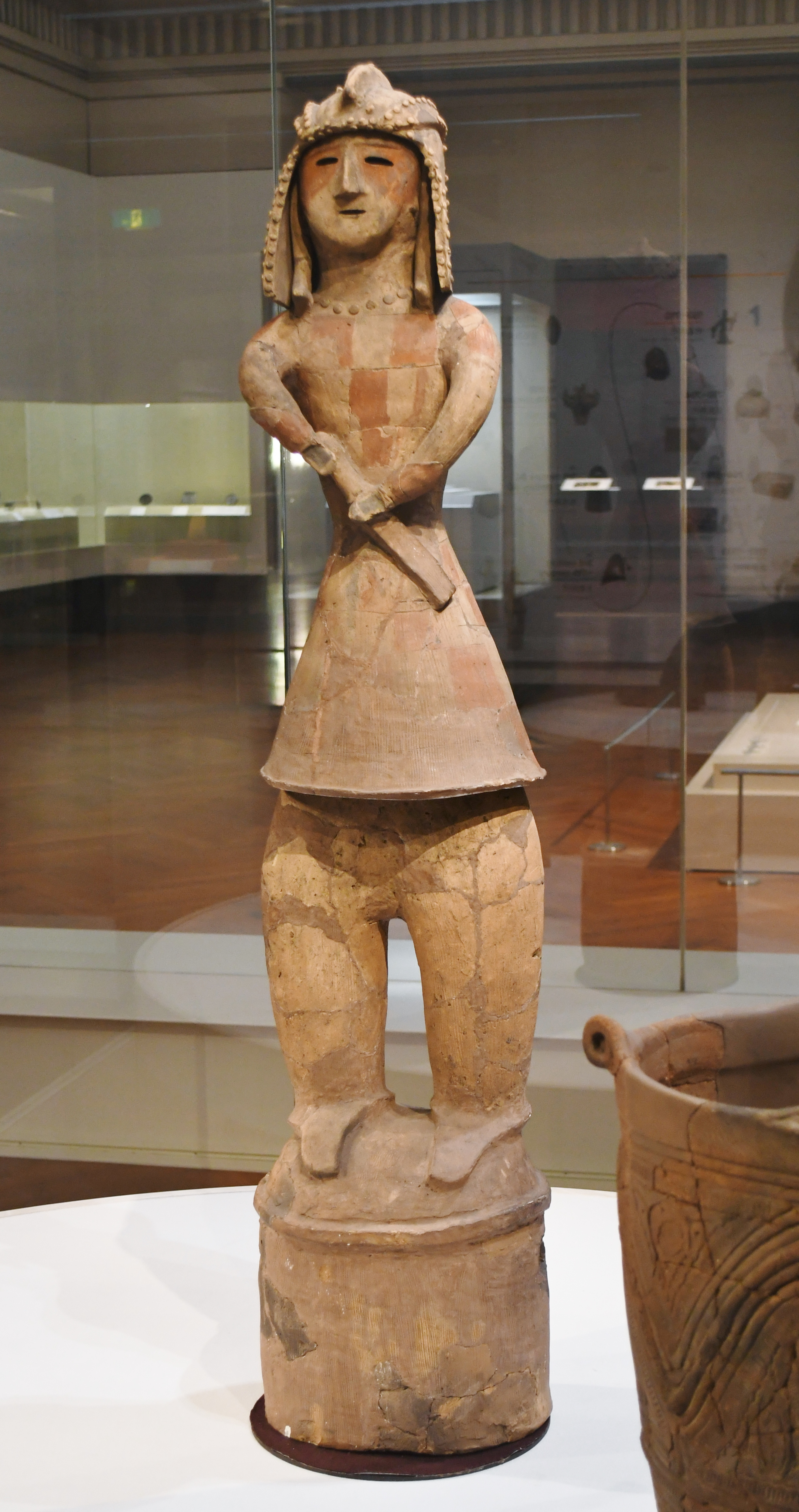
栃木県真岡市鶏塚古墳出土（東京国立博物館蔵）
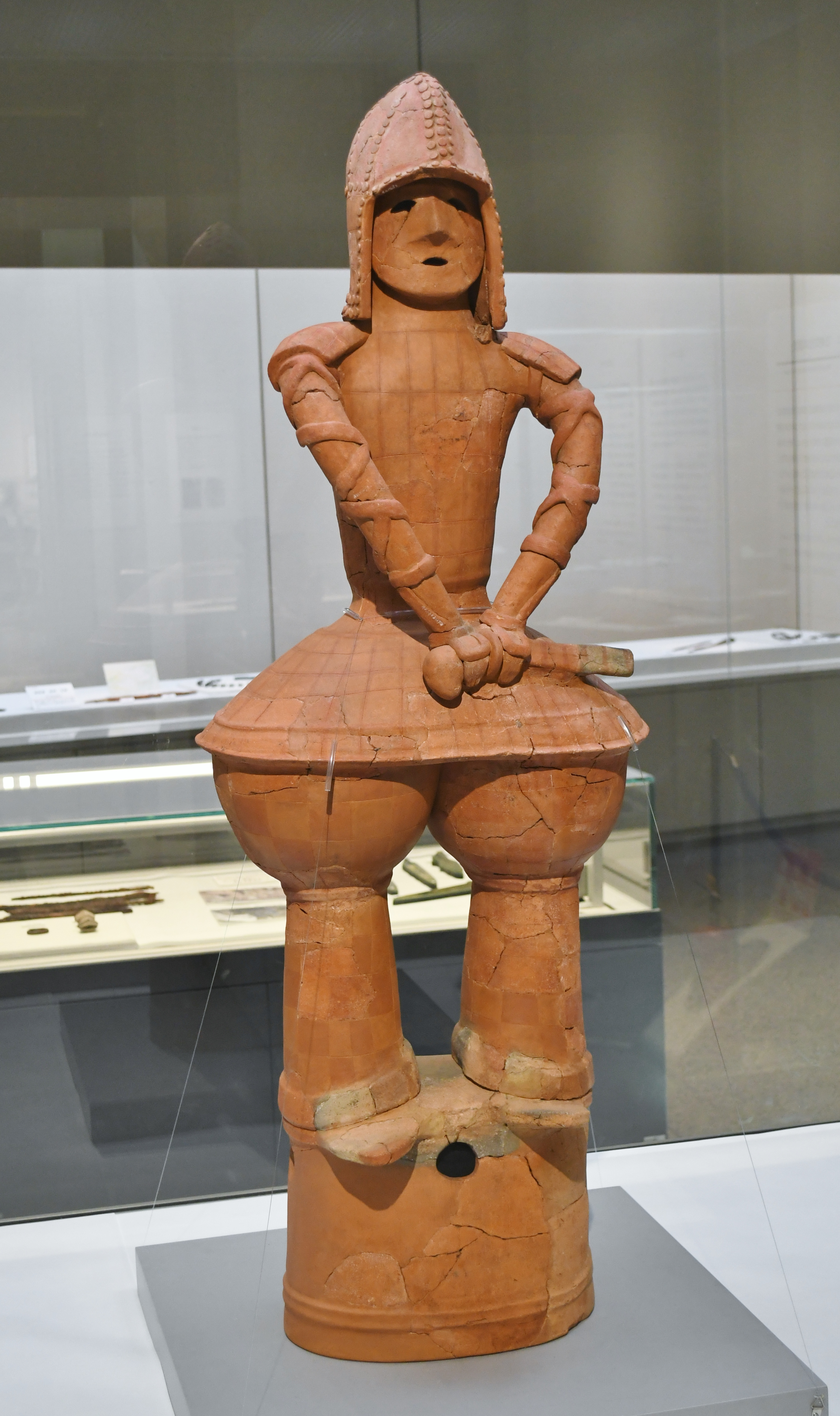
埼玉県鴻巣市生出塚埴輪窯跡出土（鴻巣市文化センター蔵）

## 社会との関わり
『埴輪 挂甲武人』は、2020年（令和2年）9月までは埴輪として唯一の国宝指定資料であり、同じく東京国立博物館が所蔵する『埴輪 踊る人々』と並んで高い知名度を得ている。1976年（昭和51年）発行の200円切手（新動植物国宝図案切手）のデザインに採用されたほか、NHK教育テレビで放送されていた『おーい!はに丸』のメインキャラクター「はに丸」のモデル、航空自衛隊第202飛行隊のマークにもなった。切手では、2022年（令和4年）10月12日発行の東京国立博物館創立150年記念を兼ねる『国宝シリーズ第3集』にも再登場している。

映画『大魔神』のポスター（1966年）

また、1966年（昭和41年）公開の映画『大魔神』のモデルとなったことで知られている。映画に登場する「大魔神」が装備している衝角付冑は、冑の両脇に付属する頬当を反転させたか、あるいは脇立（わきだて）とみられるパーツが冑の頭頂部を越える高さにまで延び上がっているが、実際にこのような表現のある埴輪としては先にあげた群馬県北群馬郡榛東村高塚古墳出土例や、伊勢崎市赤堀出土例などがある。